# Juniperus semiglobosa
Juniperus semiglobosa (яловець олівцевий) — вид хвойних рослин родини кипарисових.

## Поширення, екологія
Країни проживання: Афганістан; Китай (Тибет); Індія (Хімачал-Прадеш, Джамму та Кашмір); Казахстан; Киргизстан; Таджикистан; Узбекистан. Росте в (змішаних) хвойних лісах разом з Abies pindrow, Cedrus deodara, Picea schrenkiana або Pinus wallichiana, як правило, на відкритих кам'янистих схилах або оголеннях; вище цієї зони і на південних схилах з Juniperus excelsa subsp. polycarpos чи Juniperus pseudosabina, і на льодовикових моренах, де може утворити гаї. Також зустрічається в субальпійських лісових районах з Juniperus pseudosabina, Juniperus sabina, Juniperus communis var. saxatilis, Fraxinus, Salix, Origanum, Pteridium, Rosa, Saussurea, Scabiosa і т. д., у внутрішніх долинах і напівпосушливих високих рівнинах переважають Seriphidium maritimum. Діапазон висот: 1550–4350 м. Клімат альпійсько-континентальний, з жарким, сухим літом особливо у внутрішніх долинах і на пд. гірських схилах, і холодною зимою, часто з вічними сніговими полями над зоною ялівцю, які дають вологу.

## Морфологія
Дерево, іноді кущ, дводомна, рідко однодомна рослина. Листки як лускоподібні так і голчасті; голчасті листки зазвичай присутні на молодих рослинах, рідко на дорослих, ростуть по 2 чи три 3–7 мм, увігнуті зверху, опуклі знизу; лускоподібні листки ростуть по 2, тісно притиснуті, 1–2.5 мм. Пилкові шишки еліпсоїда, 3–5 мм; мікроспорофіл 8–10, кожна з 3 або 4 пилковими мішками. Шишки від світло-коричневого до синювато-чорного кольору при дозріванні, тьмяні, оберненояйцеподібно-кулясті або майже трикутні і широкі поблизу вершини. Насіння розміром 3–6 × 2–3,5 мм, кутово-яйцеподібне, вершини часто розходяться.

## Використання
Цей вид в основному використовується на дрова, але деревина використовується в невеликих масштабах для ремесел по дереву (сувеніри) і листя продається на ринках для «лікарських» цілей. В садівництві вид є рідкістю.

## Загрози та охорона
У Центральній Азії населення ялівцю опинилося під зростальним тиском через скотарство і різання дров. Цей вид зростає в кількох ПОТ.